# 小田桐忠治

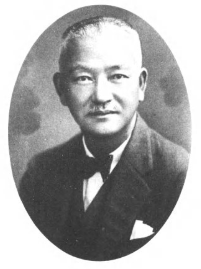
日本工業倶楽部 編『会員写真帖 : 創立二十年記念』(1938)より

小田桐 忠治（おだぎり ただはる、1882年〈明治15年〉7月21日 - 1946年〈昭和21年〉3月）は、明治から昭和時代の実業家。

## 経歴
小田桐繁太郎の長男として北海道に生まれ、1907年（明治40年）分家する。函館商業学校を卒業し、1918年（大正7年）樺太汽船を設立する。
同社常務取締役、日本採炭窯業取締役、東京湾汽船取締役・社長、犬上商船取締役、日産汽船専務取締役・同社社長、大島観光事業代表などを歴任した。墓所は多磨霊園。